# Fumaça (podcast)
O Fumaça é um podcast narrativo português de jornalismo de investigação fundado em 2016. Produz principalmente documentários episódicos em áudio, com verificação de factos frase a frase, sonoplastia e banda sonora original.
A publicação, sem fins lucrativos, define-se como "independente" por ser auto-gerida, horizontalmente, pelos jornalistas que emprega. Assume uma tendência progressista, dissidente e contra-poder, defendendo o acesso gratuito ao jornalismo, a manutenção de políticas de transparência radical nos média, e a remuneração digna dos profissionais de comunicação social. As entrevistas, séries, reportagens e debates que publica evitam temas de atualidade, focando-se em "escrutinar e desafiar sistemas de opressão".

## História
Inicialmente intitulado É Apenas Fumaça, o projeto foi lançado em 2016 como uma série de entrevistas semanais sobre política, sociedade e direitos humanos. Da equipa fundadora, faziam parte Diana Pereira, Bernardo Afonso, Maria Almeida, Pedro Zuzarte, Pedro Cardoso, Ricardo Esteves Ribeiro e Tomás Pereira. O nome do grupo cita uma intervenção de José Baptista Pinheiro de Azevedo. A música original de genérico foi criada pelos Lotus Fever, banda a que pertencem João Bernardo Afonso e Pedro Zuzarte.
O primeiro episódio, uma entrevista ao fundador do LIVRE, Rui Tavares, foi lançado a 22 de junho de 2016. Meses depois, o coletivo lançaria a série "Na Rua", que cobre pontualmente manifestações públicas, começando com a Manifestação “Salvar o Clima, Parar o Petróleo”. Só em 2017 se juntaria à redação o primeiro membro com experiência num órgão de comunicação social, Pedro Miguel Santos, antigo jornalista da Visão, que ficaria com o projeto até 2023.
O É Apenas Fumaça profissionalizou-se em 2018, ano em que se registou como um periódico e passou a designar-se Fumaça. Tendo desde aí um diretor editorial por obrigação legal, define o cargo como "fictício", destacando que a sua redação compôs coletivamente o estatuto editorial que a rege. Para deter a publicação foi formada a Verdes Memórias, uma associação sem fins lucrativos. Bernardo Afonso, Ricardo Esteves Ribeiro, Tomás Pereira, Pedro Miguel Santos e Frederico Raposo ficarem empregues na nova redação. Sofia Rocha, Ana Freitas e Tomás Pinho passaram a desenvolver imagem e website da publicação. Atualmente, não constam como trabalhadores, sendo Fred Rocha responsável pelo website desde 2022. Frederico Raposo deixou a equipa em 2019, tal como Tomás Pereira, este para assessorar os deputados do LIVRE à Câmara Municipal de Lisboa.
Margarida David Cardoso, vencedora de um Prémio Gazeta Revelação e então jornalista do Público, juntou-se aí à equipa, tal como Mo Tafech, que seria responsável pelo marketing do podcast até 2020, sendo substituído por Maria Almeida. Joana Teresa Batista, responsável pela produção multimédia, entra também na redação, que colaborou no passado com o jornalista brasileiro Danilo Thomaz, e conta ainda com Nuno Viegas, parte da equipa fundadora da Rádio Observador.
Após a profissionalização, o Fumaça lançou, em parceria com o Portal Hemiciclo, um programa de entrevistas políticas,  "Passos Perdidos", que terminou meses depois para prevenir um potencial conflito de interesses. Sem continuidade na nomenclatura do atual arquivo do podcast, existiu ainda o programa de grande reportagem "Dois Pontos".
O coletivo define-se hoje como um "podcast de jornalismo de investigação", focando-se na produção de séries audio-documentais serializadas, começando com "Palestina: Histórias de um país ocupado", a que se seguiram "Dá-lhe Gás", "Aquilo é a Europa", "A Serpente, o Leão e o Caçador", "Exército de Precários" e "Desassossego". Publica ocasionalmente reportagens no seguimento de trabalhos anteriores, trabalhando a ocupação israelita da Palestina novamente em "O que é normal em Massafer Yatta?" e os distúrbios alimentares em "Trinta e dois e setecentos".
Através da sua newsletter, publica esporadicamente textos de opinião, crónica e poesia. Escreveram para o Fumaça, entre outros, Maria Teresa Horta, Mia Couto, Richard Zenith, Leonor Caldeira, Xullaji, Inês Henriques, Luaty Beirão, Cláudia R. Sampaio, e Mamadou Ba.

## Financiamento
O Fumaça foi financiada principalmente pela Open Society Foundation. A rede filantrópica fez entre 2018 e 2021 quatro doações ao projeto, totalizando 509 mil euros. Em 2023, a holandesa Limelight Foundation comprometeu-se a doar 295 mil euros para largamente financiar a redação nos três anos seguintes. Outras instituições, incluindo a Fundação Calouste Gulbenkian, a Fundação Rosa-Luxemburg, e a Guerrilla Foundation deram bolsas de apoio ao jornalismo ao podcast. Em 2021, conclui três campanhas de crowdunfing simultâneas, totalizando mais de 21 mil euros, a maior recolha alguma vez feita em Portugal para financiar trabalhos jornalísticos. Ainda nenhuma dessas peças foi publicada, estando duas em produção.
O projeto recusa distribuir publicidade ou fechar conteúdos através de paywalls, e incentiva a republicação gratuita dos seus trabalhos. Sublinhando a sua organização horizontal e respeito por direitos laborais, propõem-se a ser totalmente financiado por doações mensais voluntárias do público. No final de 2023 cerca de duas mil pessoas faziam parte da Comunidade Fumaça, cobrindo metade dos custos da equipa. 
O Fumaça divulga publicamente orçamentos anuais e contratos de financiamento, tendo um custo anual acima dos 200 mil euros desde 2020. Integra desde 2022 a rede Reference - The European Media Circle, que defende  junto de decisores políticos europeus a criação de modelos de financiamento público do jornalismo independente. Defende publicamente, e junto de representantes políticos, o financiamento público do jornalismo, e apela regularmente ao financiamento filantrópico do jornalismo sem fins lucrativos. 

## Prémios
O primeiro e principal galardão conquistado pelo projeto chegou com a conquista do Prémio Gazeta Revelação 2018 com a série "Palestina: Histórias de um país ocupado", assinada por Ricardo Esteves Ribeiro e Maria Almeida.. Esse mesmo trabalho recebeu os prémios do júri e do público na categoria “Narrativa Sonora Digital” da 11.ª edição dos Prémios de Ciberjornalismo do Obciber. O projeto recebeu o Maze Runner Award 2020, o Tributo de Jornalismo das Jornadas de Comunicação do Instituto Politécnico de Portalegre, no ano seguinte, e uma menção honrosa na categoria de jornalismo dos 8.º Prémios Corações Capazes de Construir.
Muitas outras séries e reportagem do Fumaça receberam distinções nos anos seguintes. "Dá-lhe Gás", assinado por Pedro Miguel Santos, recebeu a Menção Honrosa de Melhor Podcast nos Prémios Sapo 2020. "Aquilo é a Europa", de Pedro Miguel Santos e Ricardo Esteves Ribeiro, recebeu o prémio do júri para “Narrativa Sonora Digital” nos Prémios de Ciberjornalismo, e foi nomeada para o Prémio de Jornalismo, Direitos Humanos e Integração da Comissão Nacional da UNESCO na categoria de rádio. Na edição seguinte desse galardão, em 2021, "A Serpente, o Leão e o Caçador", de Margarida David Cardoso, recebeu uma menção honrosa na mesma categoria. Seria "Exército de Precários", escrito por Nuno Viegas, a vencer o prémio, em 2022. A reportagem em duas partes “Yazidis, o genocídio esquecido”, produzida pela freelancer Marta Vidal, recebeu uma menção honrosa nos Prémio AMI – Jornalismo Contra a Indiferença. "Desassossego", série de 13 episódios da autoria de Margarida David Cardoso, recebeu aí, em 2023, o primeiro galardão ex-aqueo, tendo conquistado antes a categoria de "Narrativa Jornalística Explicativa" nos primeiros Prémios Inovação nos Média.
O Fumaça é o podcast mais premiado de sempre nos Prémios Podes, entregues pela rede Portcasts e o Público. Foi considerado em 2019 o "Podcast do Ano" e venceu a categoria de "Entrevista", sendo nomeado também em "Sociedade" e em "Storytelling". No ano seguinte venceu de novo a categoria de "Entrevista" e ainda a de "Informação e Educação", contando com nomeações para "Storytelling" e também "Política e Questões Sociais". Na terceira edição, em 2021, recebeu o prémio para "Narrativa", estando nomeado ainda nas categorias de "Política, Economia e Informação", e de "Questões Sociais". Foi nomeado nas categorias de "Questões Sociais" e de "Política, Economia e Informação" na edição de 2022.